# 八ツ房スギ
八ツ房スギ（）は、奈良県宇陀市菟田野佐倉にある国の天然記念物に指定された珍奇な樹形をもつスギの老樹である。

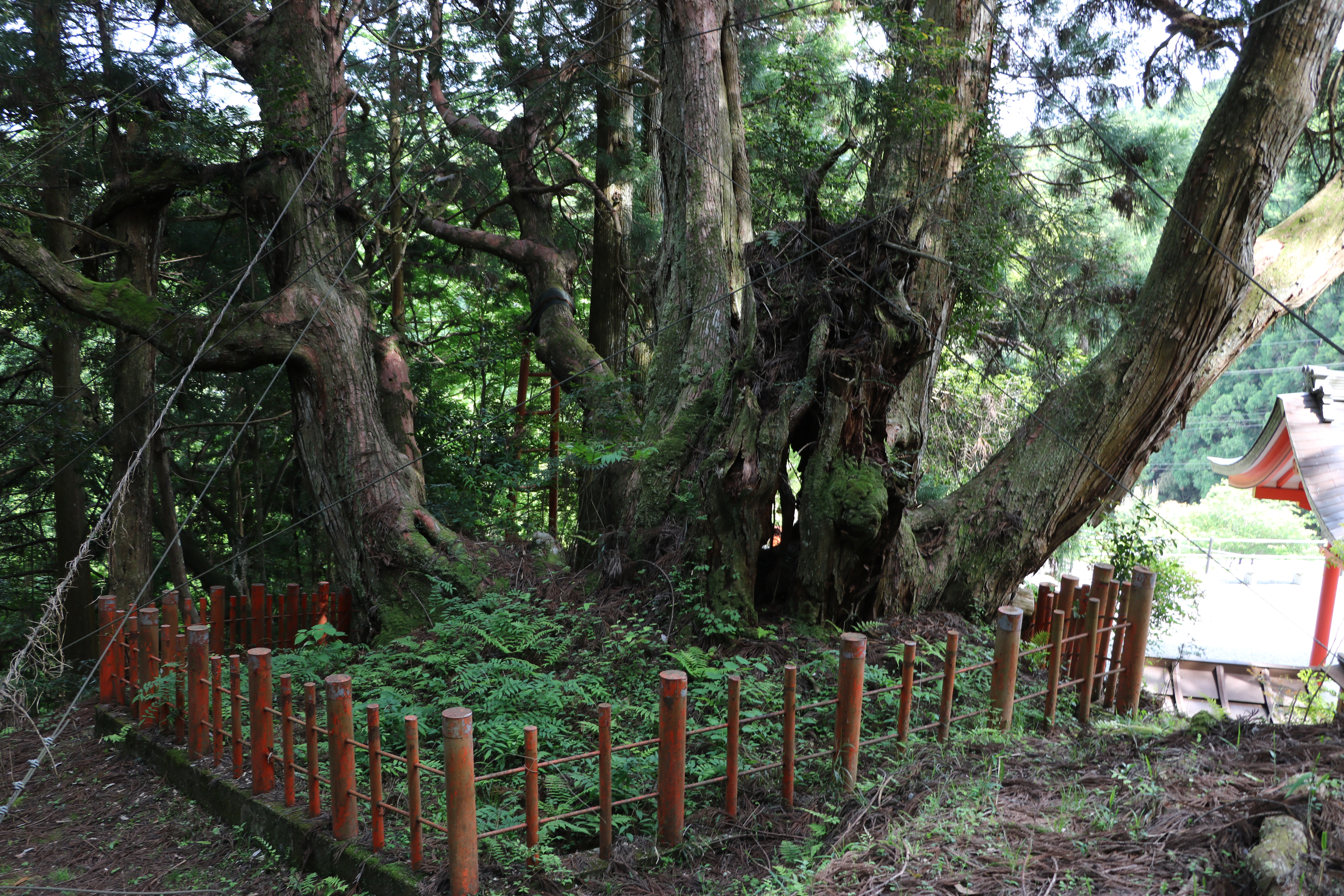
八ツ房スギ。2023年5月10日撮影。

スギは名前の由来を真直ぐの木「直木」や、上へ進み上る「進木（）」から来ているとも言われ、通常は真っ直ぐ真上に伸びる直幹であるが、八ツ房スギは数本の巨幹同士が癒着しながら屈曲して成長した奇異なもので、通常のスギとは著しく樹形が異なり、実際に国の天然記念物に指定された理由も、現地調査を行った植物学者の三好学により「数株の杉の密接して奇異の発生を遂げたるものにして学術上有益なるものなり。」とされた報告によるもので、1932年（昭和7年）4月25日に国の天然記念物に指定された。
樹種別に見た国の天然記念物に指定された植物のうち、スギは最も多い48物件を数え東北地方から九州地方まで広い範囲に指定物件が存在するが、近畿地方に所在する国の天然記念物に指定されたスギは本樹のみである。

## 解説
八ツ房スギは奈良県中東部の宇陀市菟田野（）佐倉地区に鎮座する桜実（）神社の境内、神社社殿背後に隣接する小高い山腹に生育している。この境内の所在する小山は別名「高かき」と呼ばれるところで、古事記の「宇陀の高城に鴫罠張る…」の伝説の比定地とされる場所であり、八房杉には神武東征にまつわる次のような伝説が残されている。
この場所は2006年（平成18年）に周辺町村と合併し宇陀市となるまでは宇陀郡菟田野町佐倉であった場所で、地理的には淀川水系木津川支流の最上流部の淀川6次支流、佐倉川の源流部付近にあたる。佐倉地区は旧菟田野町の最南端、南側に隣接する吉野郡東吉野村との境界にある佐倉峠の北側、国道166号を西側へ500メートルほど入った標高450メートル付近に八ツ房スギは生育している。

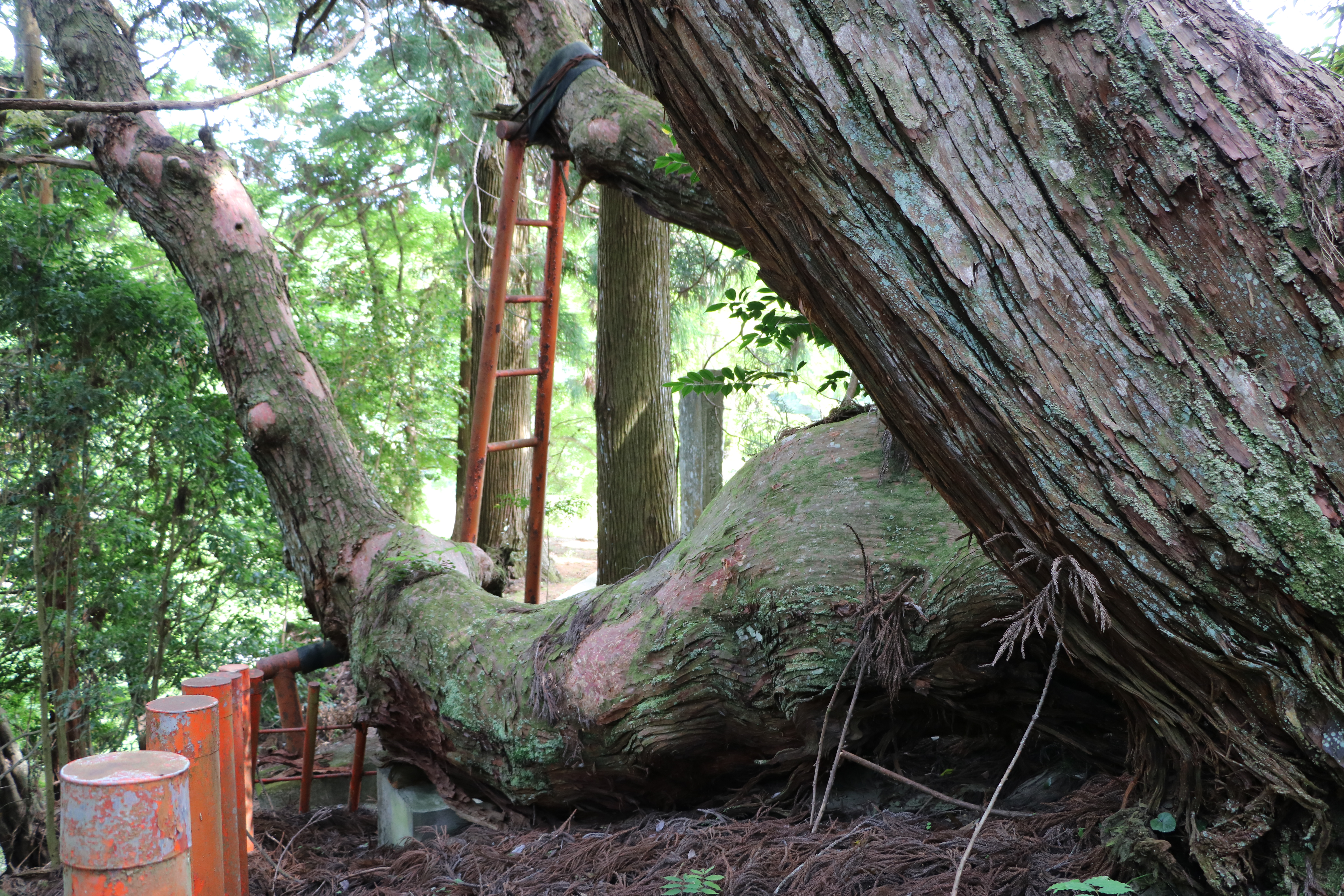
八ツ房スギ。三好のナンバリングによる6号樹。水平からやや下方に伸びた後に直立している。2023年5月10日撮影。

八房とは8本の幹から成るという意味であるが、実際には大小6株のスギの幹の根元が互いに癒着したものと考えられている。これらの巨幹は屈曲した臥龍状をなす複雑な樹形をしており、幹の上部が曲がったもの、斜め上方へ伸びるもの、逆に斜面に沿って下方へ伸びるもの、水平に伸びた先で上方に立ち上がるもの、また樹皮の一部が赤褐色を帯びており通常のスギの樹肌とは異なっている。
天然記念物の指定に先立つ現地調査は1931年（昭和6年）11月10日に植物学者の三好学によって行われ、各株の樹形や大きさが測定された。1つの株が分岐したように見える八ツ房のスギは三好によって大小6株が密生癒着したものと推定された。この調査時の各株の諸元は次のとおり。なお、三好により1号から6号まで番号が割り振られている。
1号樹最も太い株をもち北側にある。根元の幹囲は約8.4メートルで地上約1メートルのところで東西2つの幹に分岐する。分岐部の幹囲は約7メートル、東側支幹の分岐部の周囲は約3.2メートル、西側支幹の分岐部の周囲は約4.9メートルで、この株の南側地上高約1.6メートル付近から大きな枝が出ていて第2号樹の幹に癒着している。
2号樹1号樹の南側にあり、根元の幹囲は約3メートル。1号樹の根元から生じておりこの株は直立し、前述したように1号樹の横枝と癒着している。
3号樹2号樹の南南東側にあり、根元の幹囲は約3メートル。2号樹の根元より生じ、この株も直立している。
4号樹1号樹の根元から約1.2メートル離れた場所から生じている。根元の幹囲は約3.2メートル。この4号樹は斜めに伸びており、地上約90センチメートルのところで上向きに転じ、南北2つの支幹に分岐する。南側支幹の分岐部の周囲は約1.7メートル、北側支幹の周囲は約2.3メートル。北側の支幹にはフジが巻き付き、さらに北方では枯死したヒノキに接している。
5号樹最も小さな株で1号樹の東側にあり、根元の幹囲は約1.2メートル。他の5株と比較して樹齢も若いと推定される。
6号樹1号樹の北北東側にあり、根元の幹囲は約4.2メートル。根元から斜めに伸びて地上1メートルのところで2つの支幹に分かれ、そのうちの1幹は東側に向かって、ほとんど水平に伸び、その先で斜面に沿って下り、長さは6.5メートルに達して、そこから上方へ枝を伸ばしている。もう一つの支幹は前者の西側にあって、東北東斜め上方に伸び、その後直立している。
以上6株の全周囲は約13.5メートルに達しており、樹高は約20メートルである。これらの幹のうち中央の幹は1979年（昭和54年）の台風により倒伏したものの樹勢は旺盛である。

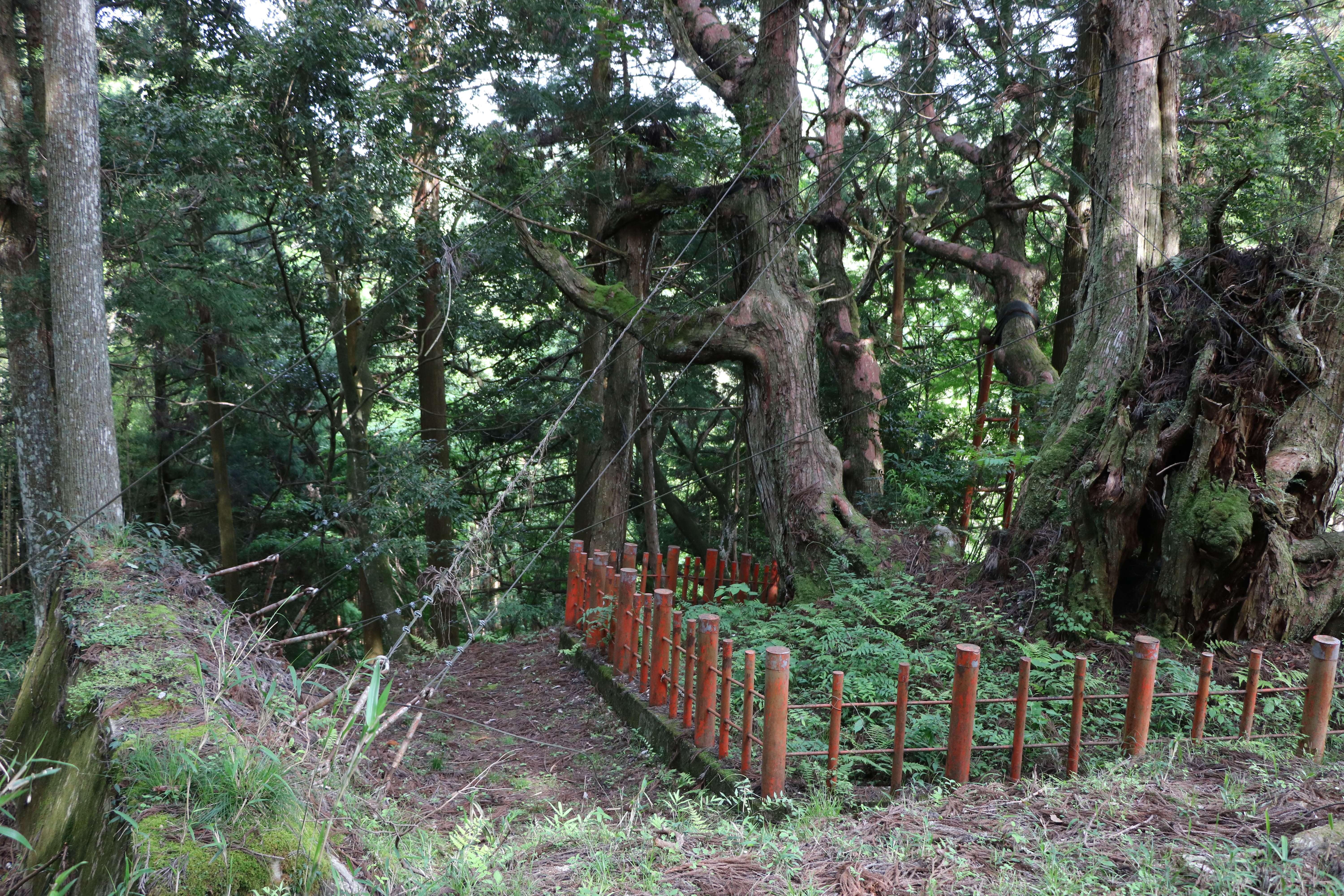
八ツ房スギを支える複数のワイヤーとコンクリート製アンカーブロック。2023年5月10日撮影。

八ツ房スギのある桜実神社は地元の菟田野佐倉に住む約50世帯ほどの氏子により守られており、神社の改修や維持費などは氏子らが負担して出し合っているが、八ツ房スギは老樹であることに加え大きな枝が垂れ下がり始めているため、これを支えるためのワイヤーや鉄柱が設置されている。このワイヤーはコンクリート製のアンカーブロックにアンカーボルトを打ち込んで固定された本格的なもので、宇陀市教育委員会によれば国の天然記念物であるため、国から50パーセント、奈良県から15パーセント、宇陀市から15パーセント以内の補助金があるものの、残りの20パーセントは桜実神社、すなわち佐倉地区在住の氏子が負担しているという。ただ近年は人口減少により氏子の人数も減少しており、多額の工事費、改修費が必要なワイヤー工事は氏子らに大きな負担がかかり始めている。

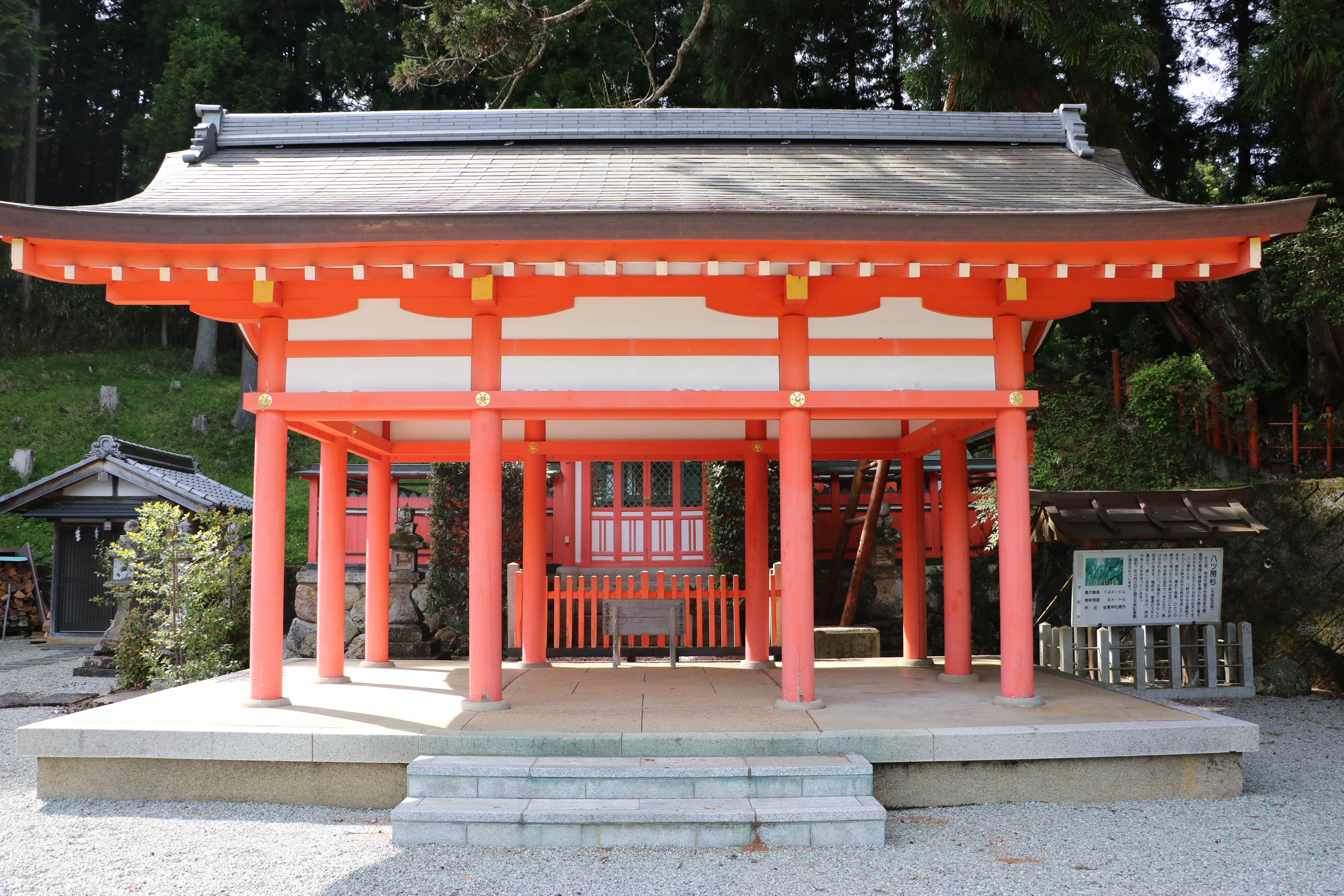
桜実神社社殿。
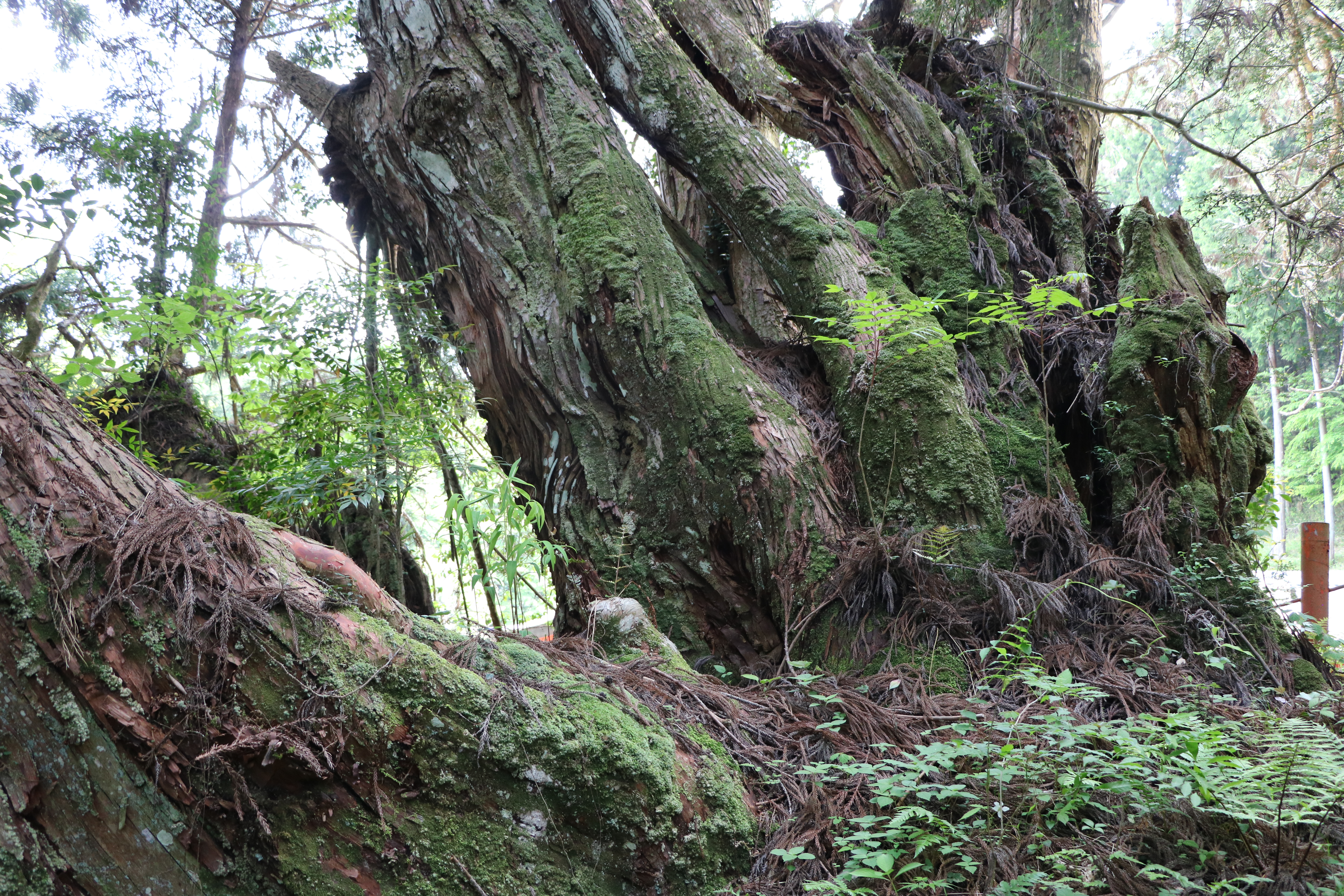
八ツ房スギの株周り。
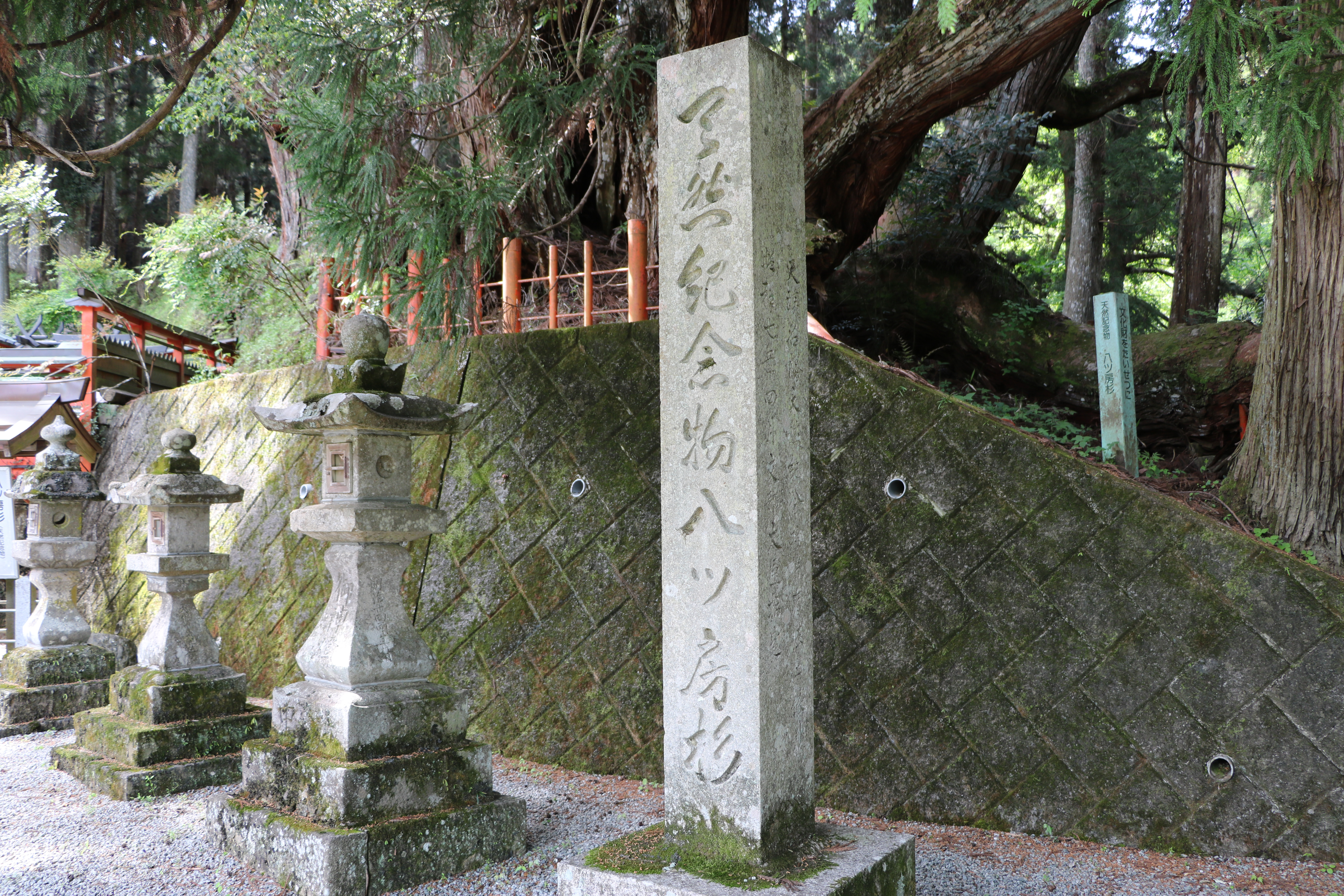
八ツ房スギ天然記念物指定石碑。

## 交通アクセス
所在地
- 奈良県宇陀市菟田野佐倉764[9]。

交通
- 近畿日本鉄道大阪線榛原駅下車、菟田野方面路線バス「菟田野雄町」下車、徒歩約60分[19]。
- 名阪国道針インターチェンジより国道369号・奈良県道31号・国道166号利用[19]。